# ムヨウラン
ムヨウラン（無葉蘭、学名：Lecanorchis japonica）は、ラン科ムヨウラン属の地生の多年草。光合成をしない菌従属栄養植物。別名、スケロクラン。

## 特徴
葉は無く、光合成をしないで、ベニタケ属やチチタケ属に寄生する菌従属栄養植物。地下にある根茎は細長く、鞘状鱗片を多数つけて横に這い、ひも状の根をつける。地上茎は1株から1-3本が直立し、高さは30-40cmになり、数個の鞘状の苞葉がまばらに互生し、毛は無い。地上茎は細いが硬く、光沢がある。
花期は5-6月。花は総状花序に3-10個つけ、花の長さは15-25mmになり半開し、花色はふつう黄褐色であるが紫色を帯びるなど変異が大きい。苞は卵状披針形で長さ5mm。細長いので一見花柄に見える子房は長さ約4cm。子房と花被の間に小型で皿状の副萼があり、歯状に割れる。背萼片は倒披針形で長さ17-25mm、側萼片は背萼片と同形で背萼片よりやや幅が狭い。側花弁は倒卵状披針形で長さは3萼片とほぼ同じ長さ。唇弁は倒卵形から倒披針形で長さ15-20mm、先端は3裂して、中裂片の内側に黄色の長いビロードのような毛状突起が密生する。蕊柱は白色で細長く、唇弁の3分の2の長さで、葯室は2個あり、花粉塊は卵形になる。
果実は狭長の蒴果となり、熟して乾くと茎とともに黒色に変色し、冬に裂開して種子を散布する。その後も茎と果実は立ち枯れて残る。

## 分布と生育環境
日本では、本州（岩手県以南）、四国、九州、琉球諸島、伊豆諸島に分布し、暖温帯から亜熱帯の落葉広葉樹林、アカマツ林、常緑広葉樹林の林床に生育する。国外では、台湾、朝鮮半島南部の島嶼、中国大陸南東部に分布する。

## 名前の由来
和名ムヨウランは「無葉蘭」の意で、葉が無いことによる。

## ギャラリー

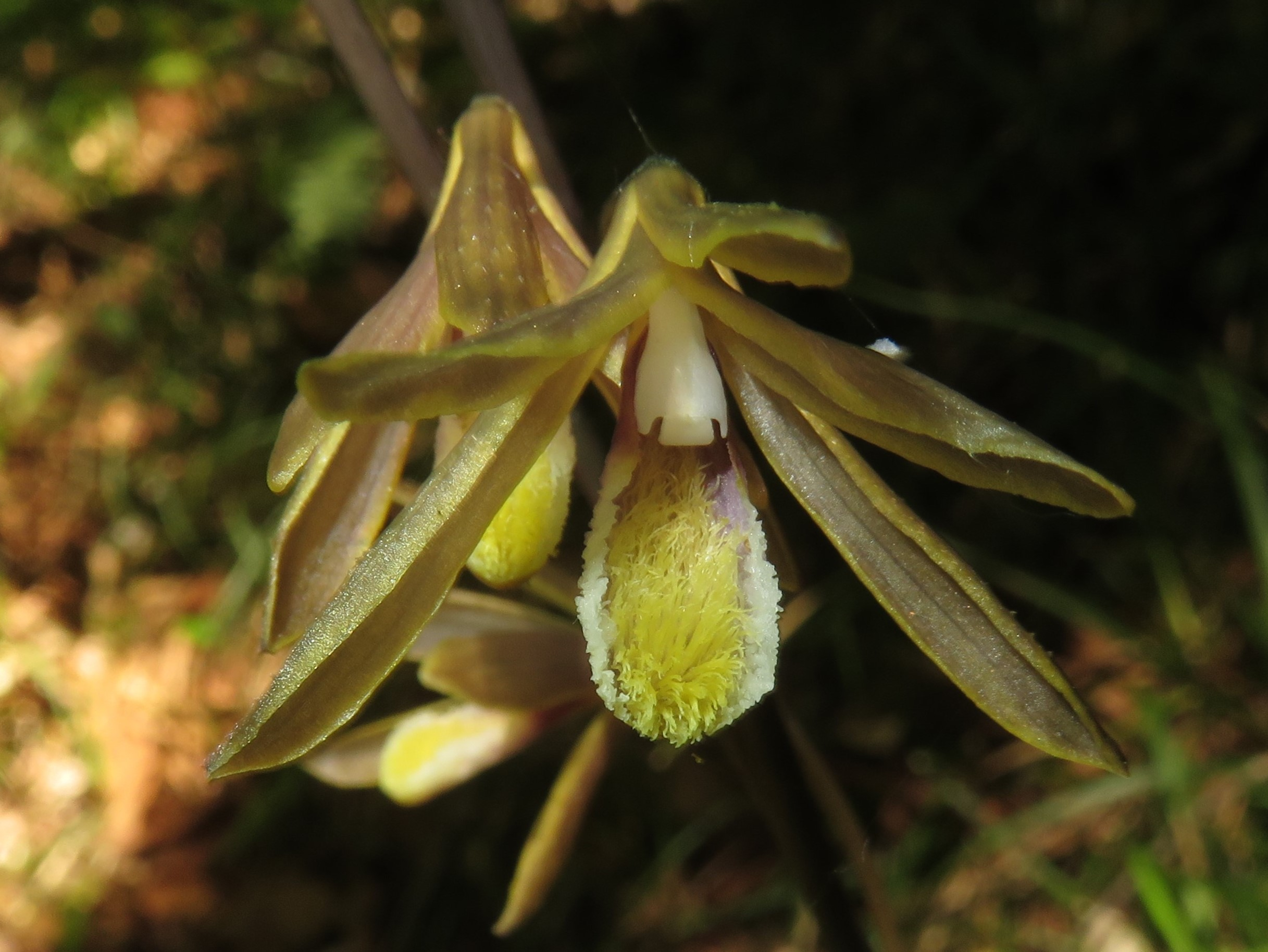
3萼片と側花弁はほぼ同じ形状。唇弁の中裂片の内側に黄色の毛状突起が密生する。
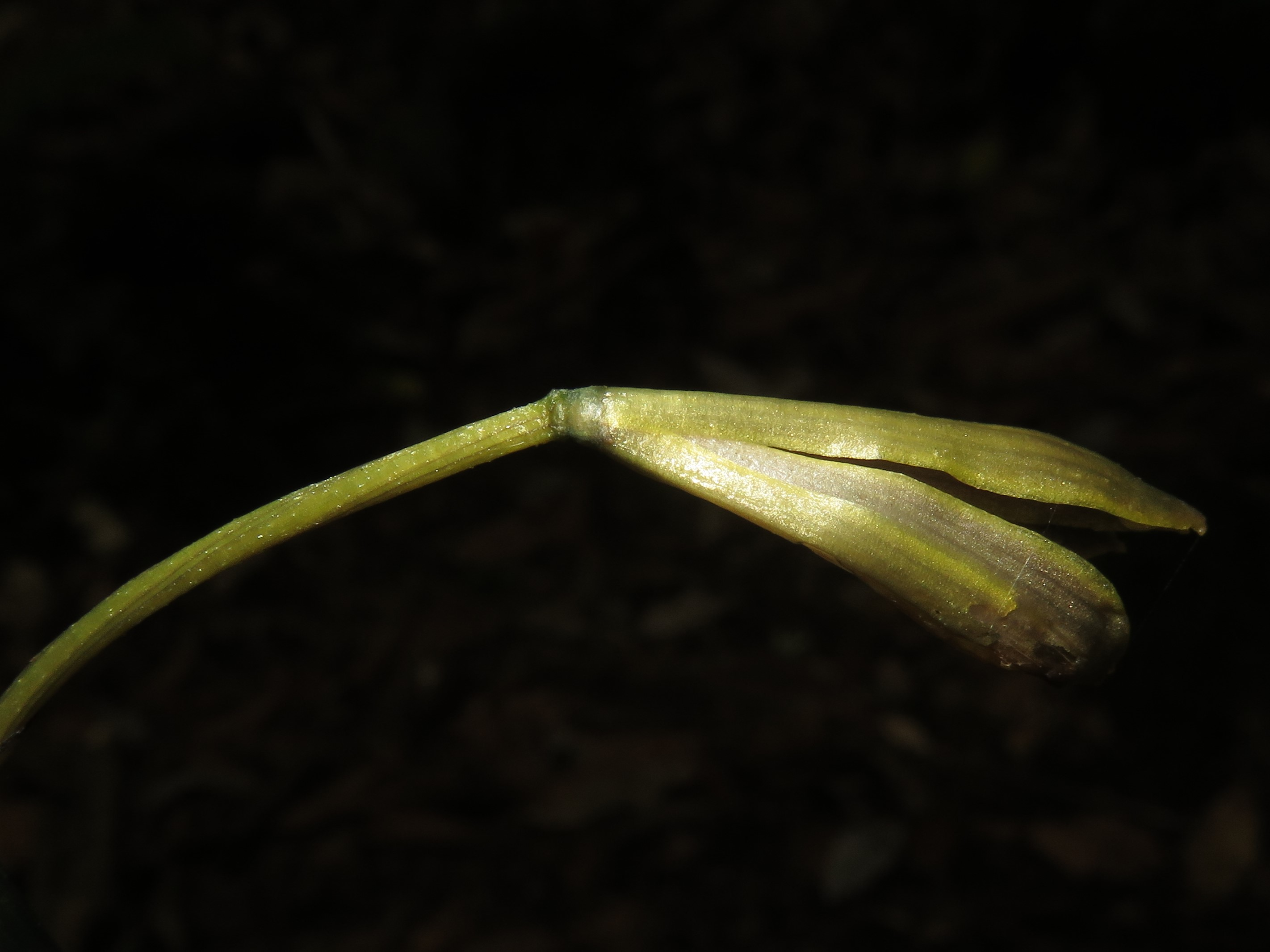
花柄状の子房と花被片の間に皿状の副萼がある。
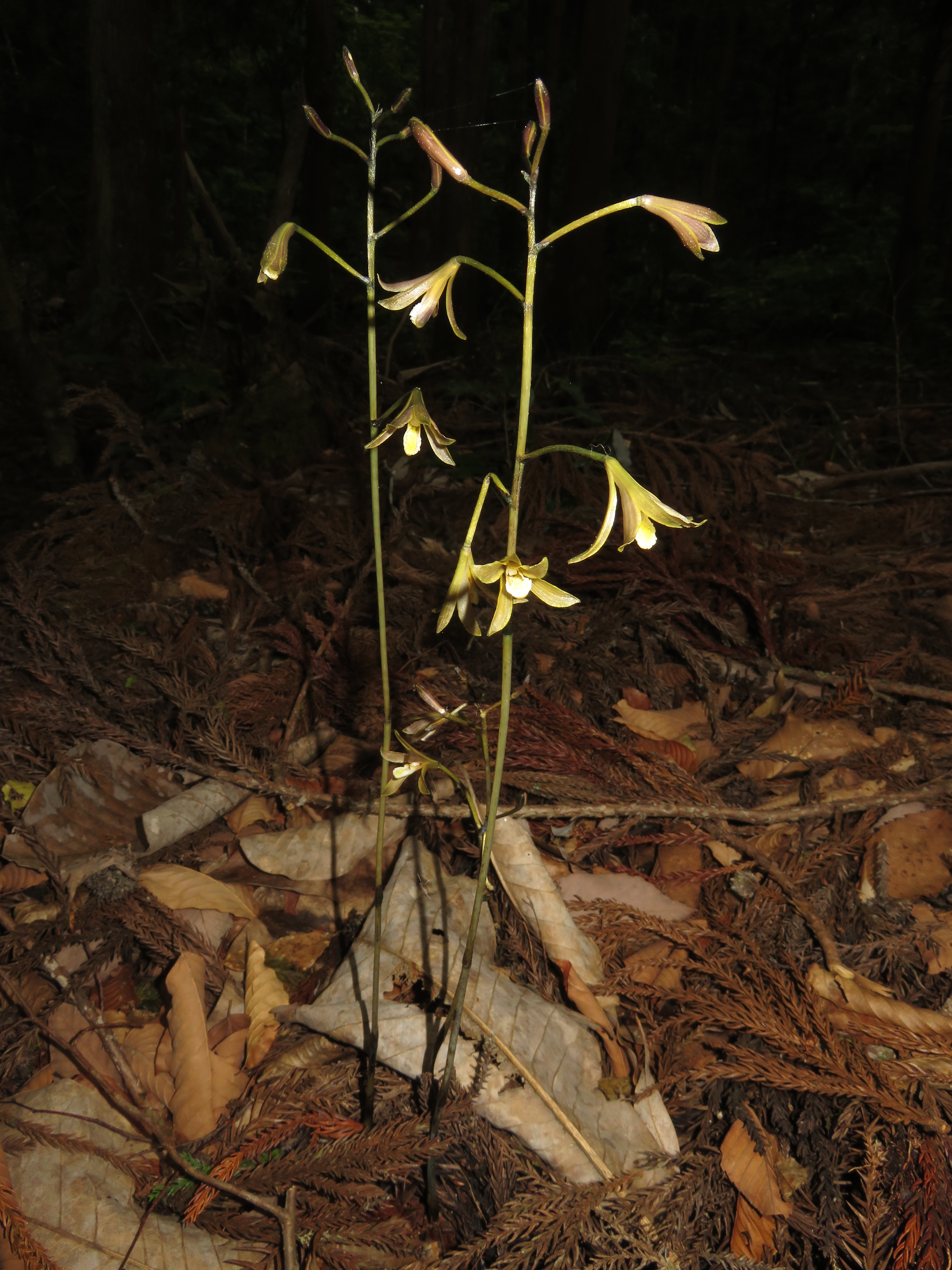
葉は無く、やや暗い林床に生える。
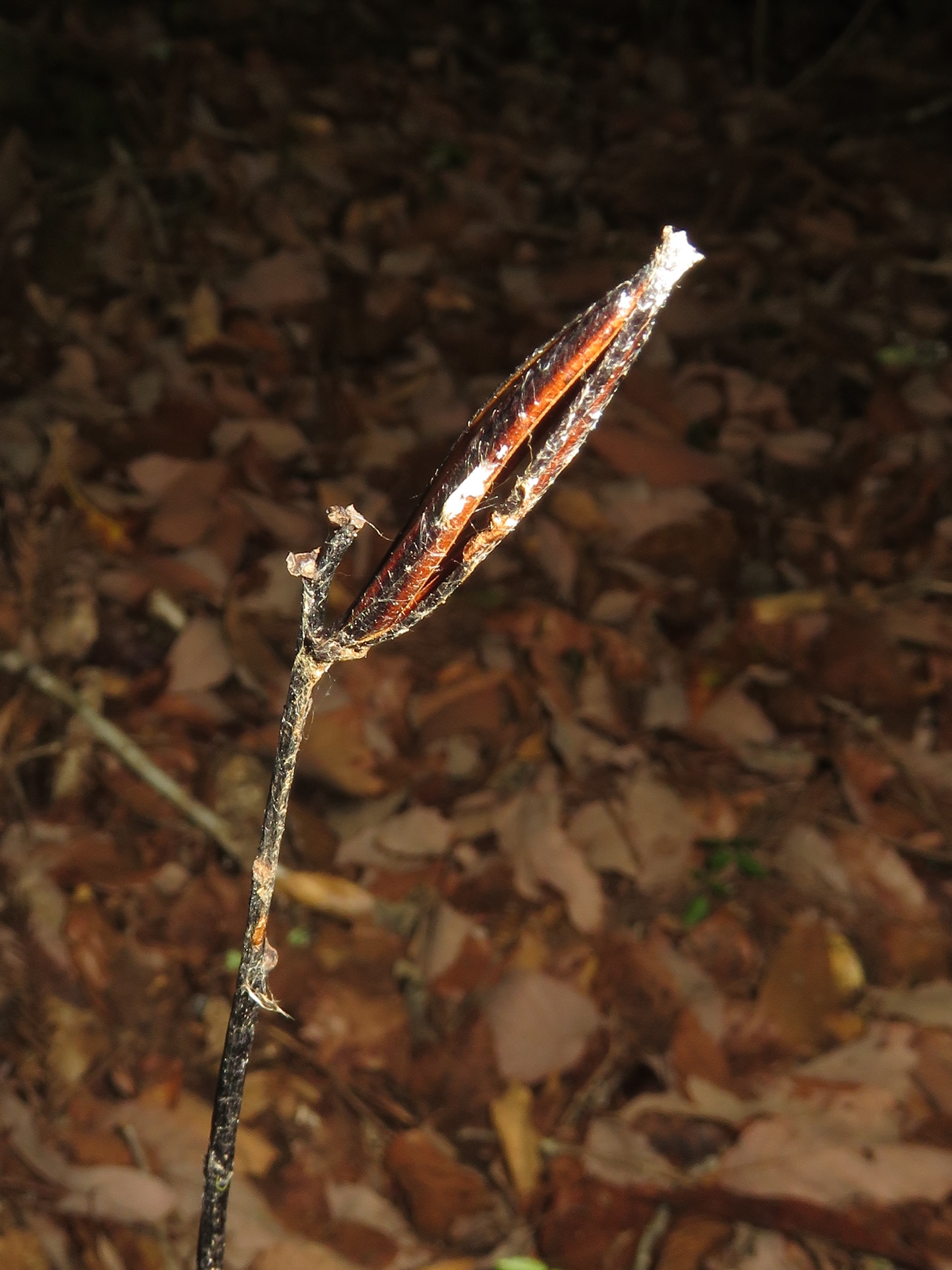
種子を散布し終えた果実。

## 下位分類
- ホクリクムヨウラン（北陸無葉蘭） Lecanorchis japonica Blume var. hokurikuensis (Masam.) T.Hashim.[4][5] - 高さ20-40cm。花が紫色を帯び、あまり開かない。蕊柱の先端側の側部の切れ込みや子房の小突起が本変種の特徴とする見解があるが、安定した形態でない。本州（東北地方以南）、四国、九州、琉球諸島に分布する[4][5]。独立種 Lecanorchis hokurikuensis Masam. とする見解もある[9]。
- キイムヨウラン（紀伊無葉蘭） Lecanorchis japonica Blume var. kiiensis (Murata) T.Hashim.[4][5] - 高さ20-40cm。花が鮮やかな黄色で、あまり開かない。本州（関東地方以西）、四国、九州に分布し、暖温帯の常緑広葉樹林の林下に生育するが、報告された自生地は少ない[4][5]。独立種 Lecanorchis kiiensis Murata とする見解もある[10]。
- ヤエヤマスケロクラン Lecanorchis japonica Blume var. tubiformis T.Hashim.[5][11] - 3裂した唇弁の中裂片が横長の方形になり、蕊柱の翼が半円形となる。西表島に分布する[5]。絶滅危惧IA類(CR)（2017年、環境省）。